# Greenland (pel·lícula)
Greenland és una pel·lícula de desastres dels Estats Units de 2020 dirigida per Ric Roman Waugh, amb guió de Chris Sparling. Hi actuen Gerard Butler, Morena Baccarin, David Denman, Hope Davis, Holt McCallany i Scott Glenn.
Greenland es va estrenar el 25 de setembre de 2020 als cinemes catalans.

## Premissa
Quan el món s'assabenta que l'asteroide més gran de la història impactarà en la Terra i aniquilarà tot rastre de vida, els governs de tot el món realitzen un sorteig en el qual els afortunats podran sobreviure en refugis secrets. Aquesta decisió deslliga un caos a nivell mundial. Jeff (Gerard Butler) i la seva família emprendran un perillós viatge on s'enfrontaran als més imponents perills de la naturalesa, la qual cosa els obligarà a trobar la manera de mantenir-se units mentre troben la manera de sobreviure.

## Repartiment
- Gerard Butler com a John Garrity
- Morena Baccarin com a Allison Garrity
- David Denman com a Ralph Vento
- Hope Davis com a Judy Vento
- Holt McCallany com a Tom
- Scott Glenn com a Dale
- Andrew Bachelor com a Colin
- Roger Dale Floyd com a Nathan Garrity
- Merrin Dungey com a Major Breen
- Gary Weeks com a Thomas
- Randal Gonzalez com a Bobby
- Claire Bronson com a Debra